# Voxel grafika
PC igre kao Commanche ili Delta Force proizveli su zemljinu površinu putem takozvanih Voxela i s time dostigli do tada neviđenu vidljivost na daljinu s prirodno formiranim krajolikom umjesto grubih poligonskih brda. Minus je loša grafika pri čemu se vidi mnogo piksela, kod bliske udaljenosti objekata s ionako malo detalja se ovo još više primijeti.
Voxel grafika donosi jako detaljne i plastične strukture no zato koristi vrlo mnogo performansâ, jer je potrebno mnogo računalne memorije.
Za razliku od standardnih 3D svjetova koji su napravljeni od tapeciranih poligona, Voxeli su trodimenzionalni objekti koji zajedno spojeni čine jednu scenu u igri. Kao što Lego kocka ima određenu boju i poziciju u prostoru, tako ga ima i svaki Voxel tako da teksture za davanje boje i wireframe modeli za određivanje pozicije postaju suvišni. Isto tako jako detaljne površine objekata, koje su kod uobičajene poligon grafike pomoću Bump ili Displacement Mappinga simulirane, bivaju izmodelirani putem Voxela. Prema potrebi se stupanj detalja može povećati kroz dijeljenje Voxela u više Sub-Voxela. Tako nastaju jako fine strukture na površini objekata čak i pod promatranjem iz vrlo bliske udaljenosti. Negativno kod Voxel Engine-a je ekstremna količina podataka koja nastaje kod računanja nebrojenih Voxela jednog kompliciranog prizora. Čak i nadolazeće PC generacije neće najvjerojatnije imati dovoljno računalne memorije za te radnje. Putem efikasnog načina kompresije dolazi vjerojatno jedno odlaganje (eng. swap, swap file) na tvrdi disk ili optički medijum. Čisti Voxel Engines nisu vjerojatni u bliskoj budućnosti, pogotovo zato što bi pokretljivi objekti kao npr. protivnici u igrama, morali biti permanentno iznova proračunati i zbog toga bi jako opteretili PC. Za plastične, prirodno izgledajuće krajolike se Voxel posebno dobro odlikuje, kao što primjer u Crysis igri pokazuje - sva brda na otoku i kamenje su napravljeni pomoću Voxela.